# Sharon Kane
 Sharon Kane (nacida en Ohio) es una modelo de bondage y actriz pornográfica estadounidense. Apareció en muchas revistas de adultos y películas pornográficas, en papeles tanto dominantes como sumisos.
Es miembro de los Paseos de la Fama de AVN y XRCO.
Recientemente, Kane trabaja detrás de la cámara como directora, mánager de producción, directora de arte y compositora cinematográfica. Escribió las puntuaciones en 1997 de The Hills Have Bi's y Chi Chi La Rue's Idol in the Sky. Dirigió y protagonizó en Stairway to Paradise, la película presentada en el libro Coming Attractions: The Making of an X-Rated Movie. Ahora es la directora de producción para el sitio gay de Naughty America, Suite 703.

## Premios
- Paseo de la fama Nuevo miembro[1]
- 1990 Best Actress – Video porBodies in Heat – The Sequel[4]
- 1990 Best Couples Sex Scene – Film por Firestorm 3[4]

XRCO
- Paseo de la fama Nuevo miembro[2]
- 1984 Best Supporting Actress por Throat: 12 Years After[5][6]
- 1989 Best Actress por Bodies in Heat – The Sequel[5]

Legends of Erotica
- Paseo de la fama Nuevo miembro[7]